# Cloche de l'église de Saint-Mard (Charente-Maritime)
La cloche de l'église Saint-Médard à Saint-Mard, une commune du département de la Charente-Maritime dans la région Nouvelle-Aquitaine en France, est une cloche de bronze datant de 1641. Elle a été inscrite monument historique au titre d'objet le 30 janvier 2004. 
Inscription : « Je suis faicte en l'honneur de Dieu pour servir en l'église de Notre dame de Charentenay ».